# Џ. Л. Маки
Џон Лесли Маки (енгл. J. L. Mackie; Сиднеј, 28. август 1917 — Оксфорд, 12. децембар 1981) био је аустралијски филозоф, пореклом из Сиднеја. Најзначајнији су његови доприноси на пољу метаетике, нарочито његова одбрана моралног скептицизма. Такође су значајни његови радови који се односе на различите проблеме из области филозофије религије, метафизике и филозофије језика.

## Важнији радови
- 1973,
- 1974,
- 1976,
- 1977,  (књига је преведена на српски језик)
- 1977, „The Third Theory of Law”. Philosophy & Public Affairs. 7 (1)..
- 1980,
- 1982,
- 1985,
- 1985,